# Khương Hối
Khương Hối (tiếng Trung: 羌瘣; bính âm: Qiang Hui; ? – ?) là tướng nước Tần cuối thời kỳ Chiến Quốc.

## Binh nghiệp
Năm 230 TCN, nhân lúc nước Triệu gặp nạn hạn hán, khu vực Dĩnh Xuyên (lãnh thổ nước Hàn mới bị diệt) đã ổn định, Tần vương Chính quyết định mở chiến dịch diệt nước Triệu.
Năm 229 TCN, Vương Tiễn, Khương Hối, Dương Đoan Hòa chia quân ba đường từ Thượng, Tỉnh Hình, Hà Nội giáp công đô thành Hàm Đan của Triệu. Cánh quân do Khương Hối chỉ huy là "Khương binh". Đến tháng 10, quân Vương Tiễn, Khương Hối công phá Hàm Đan, Triệu vương Thiên bị bắt. Công tử Gia trốn sang đất Đại, liên hiệp với nước Yên chống Tần.
Năm 228 TCN, Vương Tiễn thừa thắng đánh chiếm Đông Dương, tiêu diệt quân Triệu do Triệu Thông chỉ huy, tướng Nhan Tụ bỏ trốn. Khương Hối dẫn quân đánh nước Yên, đóng quân tại Trung Sơn.

## Trong văn hóa
Trong manga Vương giả thiên hạ của Hara Yasuhisa, Khương Hối (きょぅかい Kyō Kai) là một thiếu nữ tộc Khương thuộc tổ chức sát thủ "Xi Vưu", nhưng từ 13 tuổi đã đào thoát khỏi tổ chức và âm thầm truy tìm kẻ thù giết chị. Khương Hối sau đó giả trai tòng quân cho nước Tần, được sắp xếp vào cùng đội với Tín (Lý Tín). Trong chiến dịch phạt Ngụy, Khương Hối thể hiện trí tuệ xuất sắc, nhờ đó mà sống sót qua chiến tranh.
Sau chiến tranh, Khương Hối trở thành môn khách của Lã Bất Vi, được giao nhiệm vụ ám sát Tần vương Chính. Trong quá trình ám sát, Khương Hối vô tình cứu được Hà Liễu Điêu, giao thủ với Tín (làm nhiệm vụ hộ vệ cho Tần vương), sau lại cùng Tín tiêu diệt nhóm sát thủ được cử đến sau. Nhờ Tín cầu tình nên Khương Hối không bị xử tội, trở thành quân sư của Phi Tín quân.
Trong trận chiến Mã Dương với quân Triệu, Khương Hối từng đơn đấu Bàng Noãn, khiến Noãn bị thương nhẹ, lại cùng Tín vây công Noãn nhưng cả hai lại bị đánh bại, phải đem quân lưu vong. Trong trận Sơn Dương, bị lộ thân phận, được các binh sĩ Phi Tín quân tôn sùng làm nữ thần. Sau trận, Khương Hối dưới sự trợ giúp của đồng tộc Khương Minh giết chết kẻ thù U Liên, trở lại được thăng làm phó thủ Phi Tín quân.
Trận Đồn Lưu, Bồ Hạc áp chế Thành Kiểu, tuyên bố làm phản, Khương Hối cùng Tín được Tần vương cử đi đánh dẹp. Thành Kiểu nổi dậy giết Bồ Hạc, cuối cùng hy sinh, quân Triệu rút lui. Tần với Ngụy tranh giành cứ điểm Chước Ung, Tín và Khương Hối đối đầu với quân của Khải Mạnh quân. Quân sư Hà Liễu Điêu bị bắt, Khương Hối bắt được quân sư của Khải Mạnh là Tuân Tảo về để đổi lấy Điêu.